# Scontrone
Scontrone – miejscowość i gmina we Włoszech, w regionie Abruzja, w prowincji L’Aquila.
Według danych na rok 2004 gminę zamieszkiwało 595 osób, 28,3 os./km².